# Menhir von Achaban House

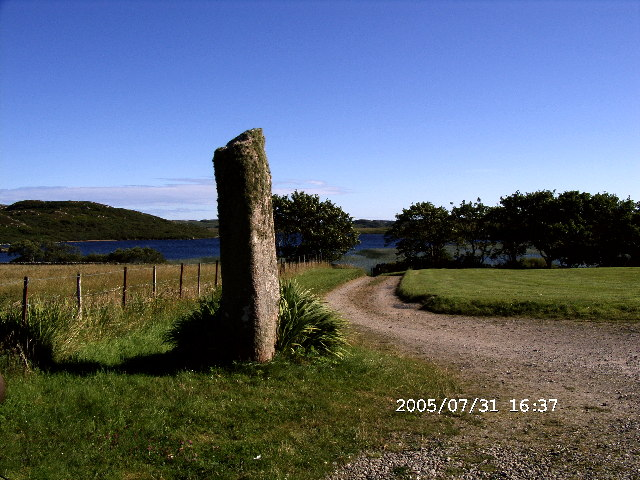
Menhir von Achaban House

Der quaderförmige, oben spitz auslaufende, etwa 2,4 m hohe und 0,7 × 0,5 m breite Menhir von Achaban House aus rotem Granit mit Spuren von Quarz, steht nahe dem Achaban-Haus an der A849 nach Fionnphort, nördlich des Sees „Loch Poit na h-I“ (auch Loch Pottie genannt) im Südwesten der Isle of Mull in Argyll and Bute in Schottland.
Die Menhire (englisch Standing stones) der Isle of Mull sind insofern einzigartig für Schottland, als sie oft in Reihen (Baliscate, Dervaig, Maol Mor und Quinish) von drei bis fünf Steinen angeordnet sind.
Der Stein von Achaban House ist eine in einer Reihe von Wegmarkierungen, die den Pilgerweg von Green Point nach Iona markieren. Er ist möglicherweise nicht prähistorisch.
Der 2,4 m hohe Menhir von Poit na h-I und ein Crannóg im Loch Poit na h-I (Loch Pottie) befinden sich in der Nähe.